# Pegomya atlanis
Pegomya atlanis este o specie de muște din genul Pegomya, familia Anthomyiidae. A fost descrisă pentru prima dată de Huckett în anul 1939. Conform Catalogue of Life specia Pegomya atlanis nu are subspecii cunoscute.